# Solemnity
Solemnity ist eine deutsche Heavy-Metal-Band aus Augsburg. Die Band bezeichnet ihre Musik selbst als „Heavy Horror Metal“, womit sie laut eigener Aussage beinahe die einzigen sind, die dieses Genre bedienen.

## Geschichte
Die Band wurde im Winter 1998 in Augsburg gegründet und machte sich zu Anfang einen Namen als Live-Band. Im Jahr 1999 wurde die erste CD Live Assassins aufgenommen und als Demo verwendet.
2001 wurde das Album Reign in Hell aufgenommen und auf der Eroc Mastering Ranch gemastert. Als Coverartwork diente ein Bild von Ken Kelly, welcher bereits für Manowar und Kiss gearbeitet hat.
Zwei Jahre später nahm die Band das Album King of Dreams auf, welches unter anderem mit Spirits of the Dead ein Coverstück der US-amerikanischen Epic-Metal-Band Manilla Road enthielt. Des Weiteren hatte Steve Sylvester von der italienischen Metal-Band Death SS bei dem Lied Vampires’s Dance einen Gastauftritt als Sänger.
Im Sommer des Jahres 2005 brachte die Band mit Shockwave of Steel ein weiteres Album auf den Markt. Dieses enthielt mit dem Titel Воля и Разум einen Coversong von der russischen Heavy-Metal-Band Ария. Während das Album sich in Deutschland, wie auch die vorigen, nicht so gut verkaufte wie erhofft, wurde es vor allem in Osteuropa, Asien und Amerika sehr erfolgreich. Die Band konnte über ihr eigenes Label insgesamt über 17000 Einheiten der CD verkaufen.
Im Jahr 2006 veröffentlichte die Band die EP Another Bloody Sabbath, welche unveröffentlichte Stücke, Coversongs und Livelieder enthielt.
Schon ein Jahr später, im Frühjahr 2007, brachte die Band die Single One Rode to Asa Bay heraus. Das Titellied, ein Coversong der schwedischen Black-Metal-Band Bathory, wurde im Ulmer Münster zusammen mit Mitgliedern der Bamberger Symphoniker live aufgenommen. Das zweite Lied der Single There Will Be Blood Tonight ist ein weiterer Coversong, diesmal von der US-amerikanischen Heavy-Metal-Band Lizzy Borden. Des Weiteren filmte die Band zu dieser Zeit ihr erstes Musikvideo zu dem Lied Axe Attack vom Album Shockwave of Steel.
Das bisher letzte Album Lords of the Damned erschien im August 2008. Für die Lieder Kiss of Chaos, Hairführer und Kingdom of Flames wurden Gesangspassagen mit zwei Chören aufgenommen, welche zusammen aus 60 Personen bestanden. Bei der Aufnahme des Albums kamen auch für eine Metal-Band untypische Instrumente wie Sitars, Violinen und Hörner zum Einsatz. Gegen Ende des Jahres 2008 ging die Band das erste Mal in ihrer Karriere in Osteuropa auf Tour.
Die erste DVD der Band …Other Bands Play – Solemnity Slay! wurde im März 2009 im Kaminwerk in Memmingen gedreht und im Dezember desselben Jahres veröffentlicht.

## Diskografie

### Demos
- 1999: Live Assassins

### Alben
- 2001: Reign in Hell (Solemnity-Music, Re-Release 2002 bei Remedy Records)
- 2003: King of Dreams (Remedy Records)
- 2005: Shockwave of Steel (Solemnity-Music)
- 2008: Lords of the Damned (Solemnity-Music)
- 2012: Circle of Power (Solemnity-Music)

### Sonstige
- 2006: Another Bloody Sabbath (EP, Solemnity-Music)
- 2007: One Rode to Asa Bay (Single, Solemnity-Music)
- 2009: …Other Bands Play – Solemnity Slay! (DVD, Solemnity-Music)